# Wiśnia ptasia

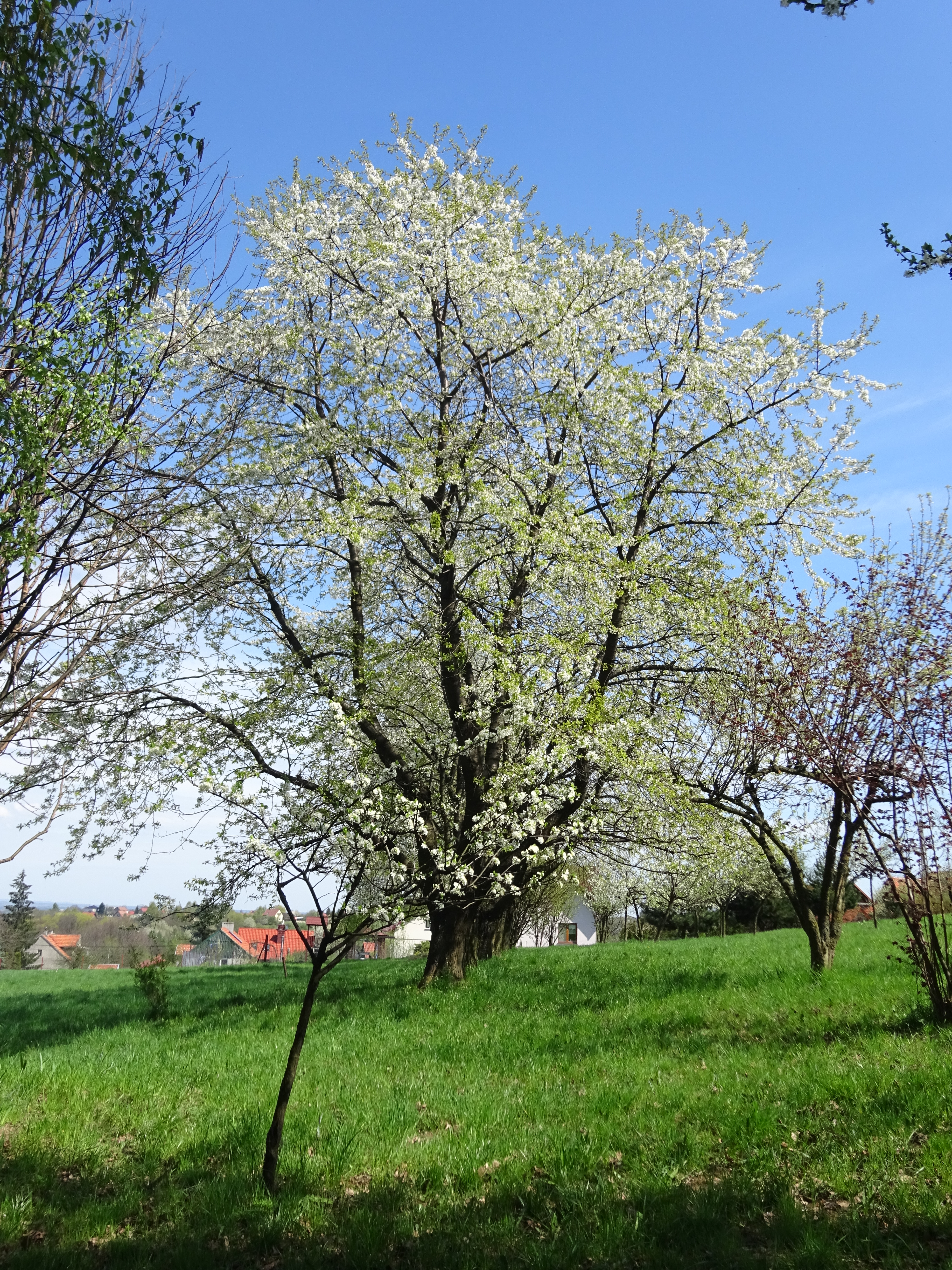
Kwitnąca czereśnia

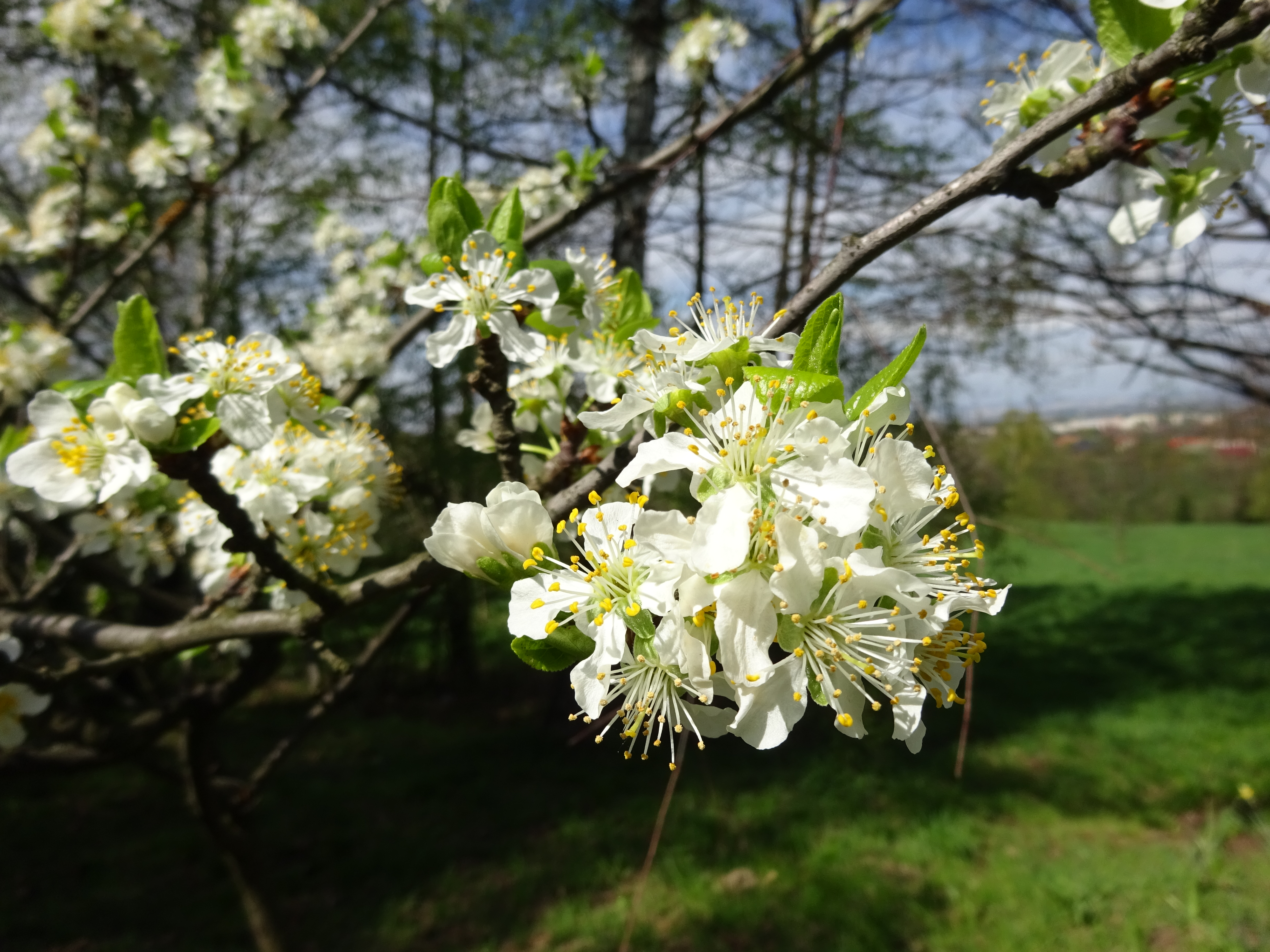
Kwiaty czereśni

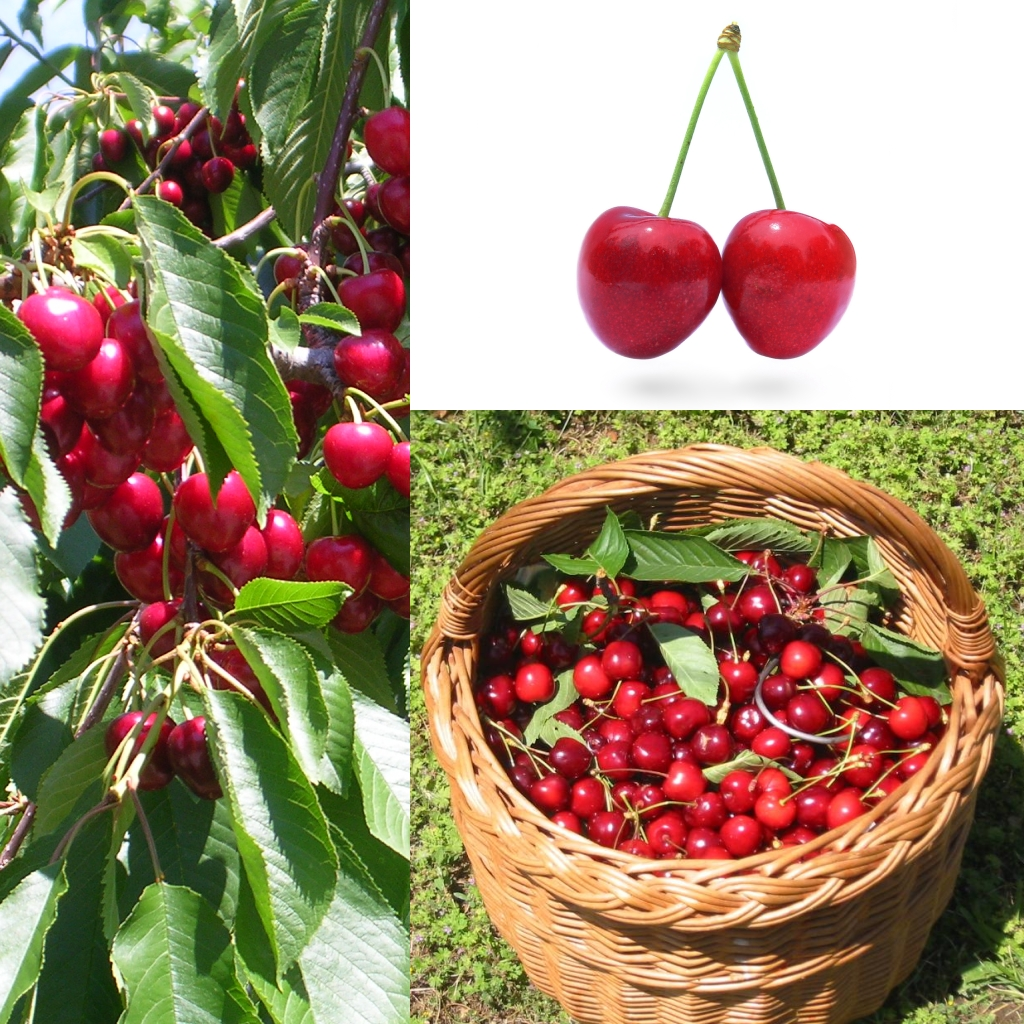
Owoce i liście uprawnej odmiany czereśni

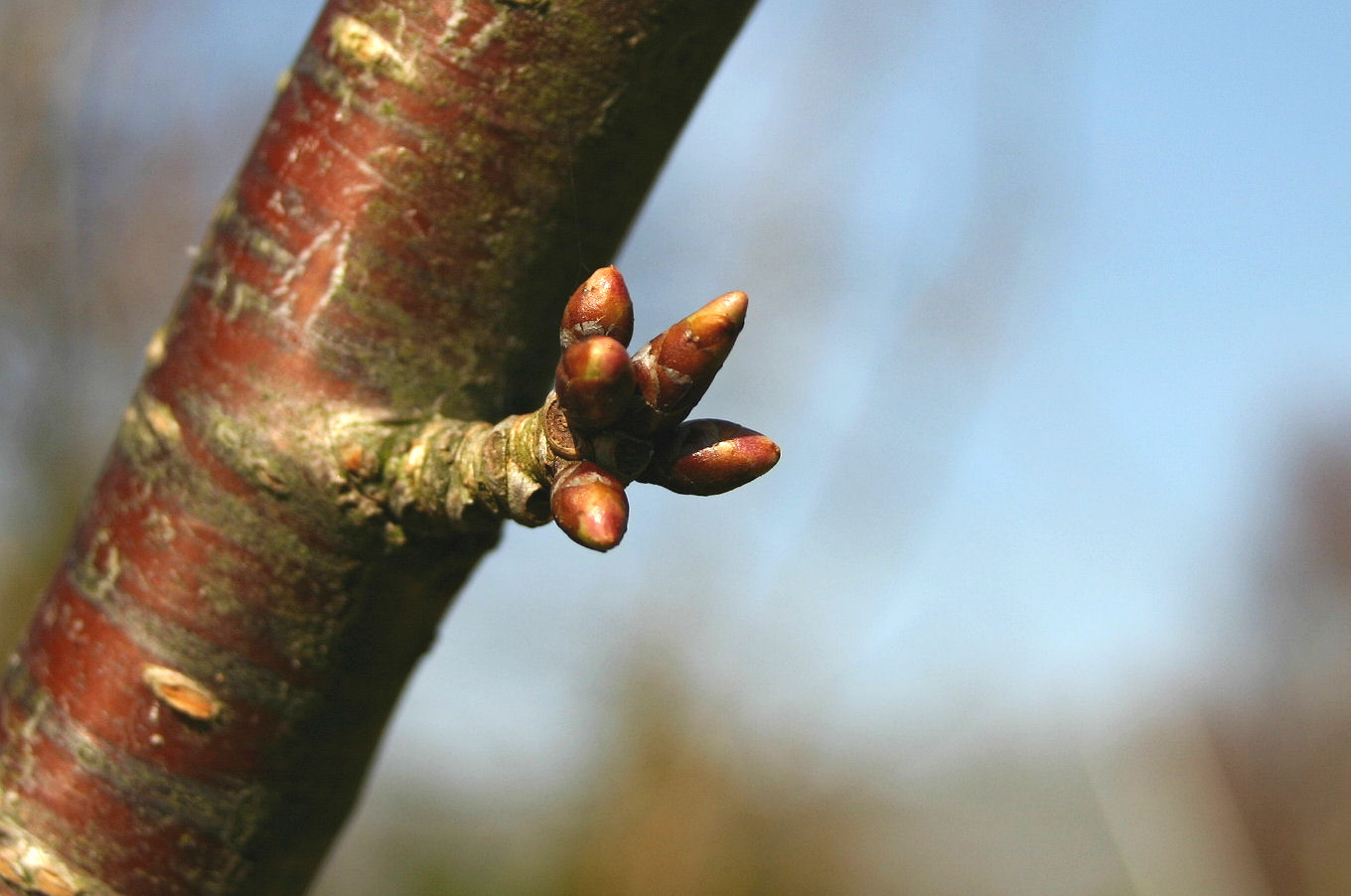
Pąki czereśni

Wiśnia ptasia, wiśnia dzika, czereśnia, trześnia (Prunus avium L.) – gatunek rośliny należący do rodziny różowatych. Rodzime obszary jej występowania to Europa oraz Azja Zachodnia i Kaukaz, rozprzestrzeniła się też gdzieniegdzie poza te obszary. W Polsce rośnie dziko na terenie całego kraju, od nizin po pogórze i niższe tereny górskie (po 700–900 m n.p.m., w Gorcach spotykana nawet powyżej 1000 m n.p.m.), jednak głównie na południu kraju. Jest w wielu odmianach powszechnie uprawiana jako drzewo owocowe.

## Systematyka
- Według nowszych ujęć taksonomicznych zaliczona została do rodzaju Prunus jako Prunus avium L.Fl. suec. ed. 2, 165. 1755[5]
- Ma liczne synonimy[5]: Cerasus avium (L.) Moench, Cerasus avium var. aspleniifolia G. Kirchn., Prunus avium var. aspleniifolia (G. Kirchn.) H. Jaeger, Prunus cerasus var. avium L. (basionym), Prunus macrophylla Poir.

## Morfologia
PokrójW zwartych drzewostanach dorasta do 20–25 m wysokości, tworząc długi, strzelisty pień i wąską, stożkowatą, czasem nierównomierną koronę. Drzewa samotne mają krótki pień i szeroką, regularną koronę.
PieńKora czerwonobrązowa, cienka, często błyszcząca z dużymi przetchlinkami. Na starych pniach często łuszczy się okrężnymi pasmami.
LiścieEliptyczne lub odwrotnie jajowate, zaostrzone, grubo, częściowo podwójnie piłkowane, od spodu owłosione. Na ogonku, u nasady blaszki znajdują się 1–2 duże gruczołki. Długość liści 8–15 cm.
KwiatyZebrane po 2–6 na długich (5 cm) szypułkach, białe.
OwocePotocznie nazywane czereśniami. Kuliste pestkowce, jadalne, zwykle koloru czerwonego, spotykane także odmiany żółte oraz czarne. U drzew dzikich średnica ich nie przekracza zwykle 1 cm, u współczesnych odmian hodowlanych sięga 2,5 cm (do 10 g). Dojrzewają od maja do późnego lipca, w niższych położeniach górskich nawet dopiero w sierpniu. U odmian dzikich owoce o cienkiej warstwie miąższu, często niesmaczne, gorzkawe.

## Biologia i ekologia
Występuje w lasach liściastych, lasach mieszanych, w zadrzewieniach śródpolnych i w czyżniach. W klasyfikacji zbiorowisk roślinnych gatunek charakterystyczny dla All. Carpinion. Lubi żyzne gleby bogate w węglan wapnia, powstałe z glin i lessów. W górach rośnie jednak także na glebach szkieletowych na podłożu z fliszu karpackiego. Preferuje miejsca o dużej wilgotności gleby. Cechuje ją światłożądność – stąd szybki wzrost w okresie młodocianym i w pierwszej połowie życia. Dożywa zazwyczaj 80–100 lat.
Kwitnie od kwietnia do maja. Owoce stanowią poszukiwany pokarm dla wielu gatunków zwierząt. Często zjadane są przez ptaki, które przyczyniają się do rozsiewania czereśni (ornitochoria).
Najgrubsza czereśnia w Polsce (na terenie Lasów Państwowych) rośnie w Myscowej, na stokach góry Polana w Beskidzie Niskim i ma 356 cm obwodu i 22 metry wysokości.

## Zmienność
Tworzy mieszańce z wiśnią pospolitą i wiśnią karłowatą.

## Zastosowanie
- Roślina sadownicza: Jest uprawiana dla smacznych owoców – czereśni. Typowe dziko rosnące formy są używana jako podstawowe podkładki generatywne i wegetatywne pod odmiany owocowe czereśni i wiśni, także pod wiśnie ozdobne.
- Sztuka kulinarna: czereśnie używane są do produkcji konfitur, napojów, win, koncentratów.
- Drewno twarde, z czerwonobrązową twardzielą, bardzo cenione w meblarstwie do wyrobu elementów toczonych i intarsji oraz w snycerstwie.

Odmiany czereśni według pory dojrzewania dzieli się tradycyjnie na wczesne, o średniej porze dojrzewania i późne. Niezależnie od głównego podziału często spotyka się podział według tygodni dojrzewania, gdzie odmianami od których liczy się tygodnie są najwcześniejsze w Polsce stare odmiany ‘Marchijska’ lub ‘Rivan’. Najczęściej dojrzewają one w Polsce na początku czerwca, a cały okres dojrzewania czereśni trwa 8–10 tygodni. Odmianami uznanymi za najwartościowsze, polecane do uprawy w Polsce są:
- ‘Burlat’ – III tydzień dojrzewania, pochodzi z Francji, bardzo silnie rośnie, owoce o masie 6,6–7,0 g.
- ‘Karesova’ – III tydzień dojrzewania, pochodzi z Czech, średnio silnie rośnie, owoce o masie 6,0–7,0 g.
- ‘Vanda’ – IV tydzień dojrzewania, pochodzi z Czech, średnio silnie rośnie, owoce o masie 7,0–8,0 g.
- ‘Techlovan’ – V tydzień dojrzewania, pochodzi z Czech, silnie rośnie, owoce o masie 8,0–10,0 g.
- ‘Vega’ – IV/V tydzień dojrzewania, pochodzi z Kanady, bardzo silnie rośnie, owoce o masie 7,5–8,5 g.
- ‘Summit’ – IV/VI tydzień dojrzewania, pochodzi z Kanady, bardzo silnie rośnie, owoce o masie 9,0–10,0 g.
- 'Büttnera Czerwona' – VI tydzień dojrzewania, pochodzi z Niemiec, bardzo silnie rośnie, owoce o masie 6,0–8,0 g.
- ‘Lapins’ – VI tydzień dojrzewania, pochodzi z Kanady, silnie rośnie, owoce o masie 8,0–9,0 g.
- ‘Rainier’ – VII tydzień dojrzewania, pochodzi z USA, średnio silnie rośnie, owoce o masie 7,5–8,5 g.
- 'Hedelfińska' – VII tydzień dojrzewania, pochodzi z Niemiec, silnie rośnie, owoce o masie 6,0–8,5 g.
- ‘Kordia’ – VII/VIII tydzień dojrzewania, pochodzi z Czech, średnio silnie rośnie, owoce o masie 8,0–9,0 g.
- ‘Regina’ – VIII tydzień dojrzewania, pochodzi z Niemiec, średnio silnie rośnie, owoce o masie 8,0–9,0 g.

## Choroby
- wirusowe: choroba X brzoskwini, jamkowatość pnia drzew pestkowych, liściozwój czereśni, nekrotyczna pierścieniowa plamistość drzew pestkowych, rdzawa nekrotyczna pstrość czereśni, szorstkość liści czereśni, zdrobnienie owoców czereśni, zielona pierścieniowa plamistość czereśni[14]
- wywołane przez bakterie i fitoplazmy: bakteryjna plamistość drzew pestkowych, europejska żółtaczka drzew pestkowych, guzowatość korzeni, rak bakteryjny czereśni ptasiej[14]
- wywołane przez lęgniowce i grzyby: biała zgnilizna korzeni, brunatna zgnilizna drzew pestkowych, czarcie miotły czereśni, drobna plamistość liści drzew pestkowych, dziurkowatość liści drzew pestkowych, gruzełek cynobrowy, leukostomoza drzew pestkowych, opieńka miodowa, parch czereśni, rak drzew owocowych i zgnilizna owoców, rak kory drzew owocowych, srebrzystość liści, szara pleśń werticilioza drzew i krzewów owocowych, zasychanie liści czereśni, zgnilizna pierścieniowa podstawy pnia drzew owocowych, zgorzel pędów drzew owocowych[14].

## Etymologia
Nazwa „czereśnia” pochodzi od starożytnego miasta Cerasus (obecnie Giresun w Turcji), skąd rzymski wódz Lukullus przywiózł na zachód pierwsze okazy tej rośliny.
Polska nazwa „czereśnia” jest rutenizmem (zapożyczeniem wschodniosłowiańskim) – wyraźny jest tutaj pełnogłos ere. W języku polskim występuje w tym miejscu rze, np. pol. brzeg, ros. берег. Formą bez pełnogłosu jest trześnia (por. cz. třešeň).